# Сниф ен Тиърс
Сниф ен Тиърс (на английски: Sniff 'n' the Tears) е британска музикална група, известна най-вече с песента си от 1978 година „Driver's Seat“. Песента постига успех в много страни, но не и в Англия, където технически проблеми възпрепятстват навременното издаване на сингъла. С течение на годините през групата преминават повече от 15 музиканти, като единственият постоянен член е вокалистът Пол Робъртс.